# ユーハン・ルードヴィーグ・ルーネベリ

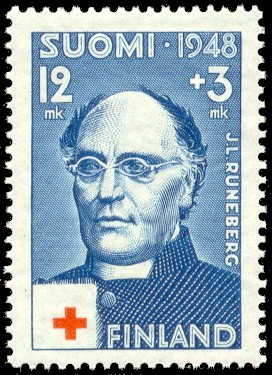
ルーネベリの記念切手（1948年）

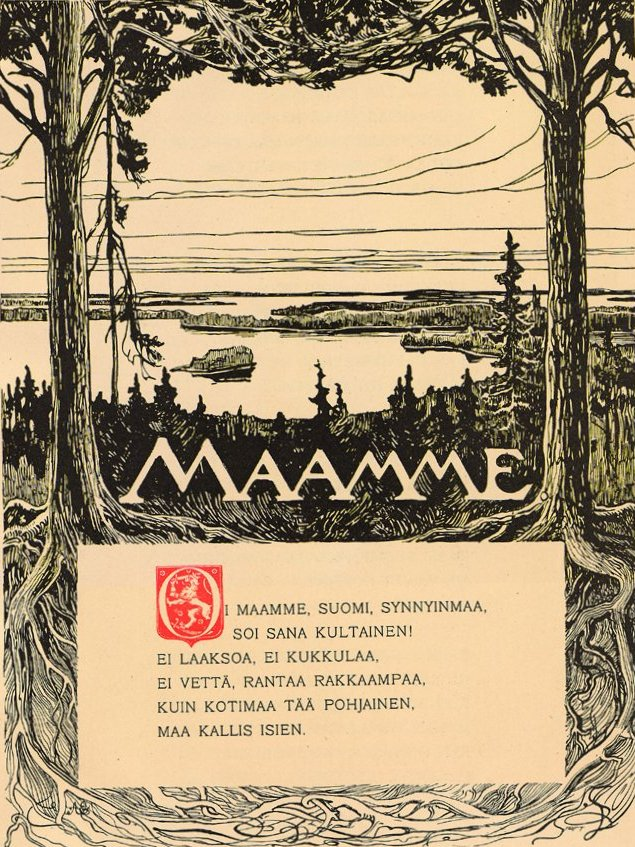
『ストール旗手物語』（1848年）

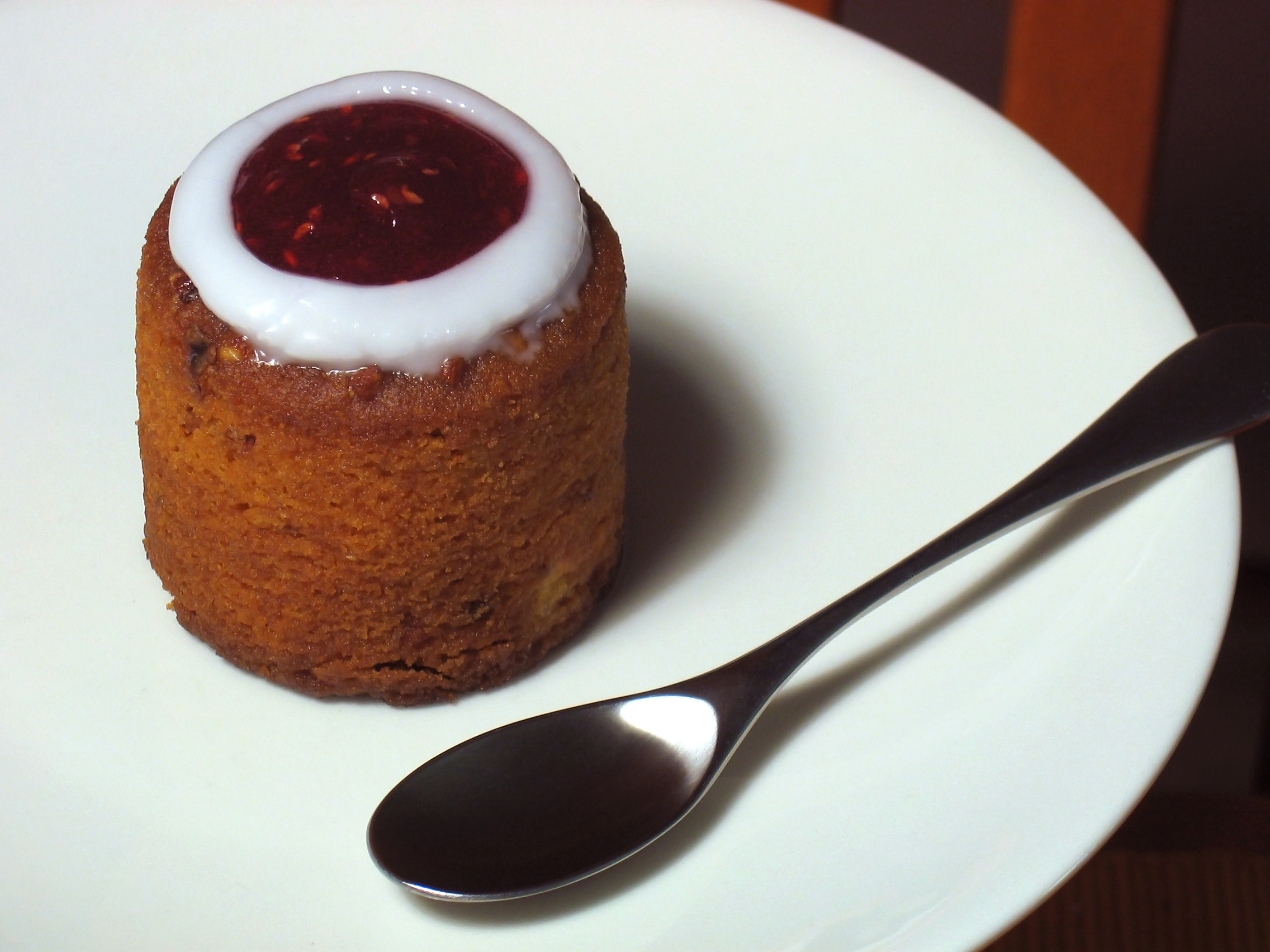
ルーネベリタルト

ユーハン・ルードヴィーグ・ルーネベリ（フィンランド語: Johan Ludvig Runeberg、1804年2月5日 - 1877年5月6日）は、スウェーデン王国（現:フィンランド）ヤコブスタード出身で、スウェーデン系フィンランド人の国民詩人。
代表作は1848年に著された長編詩『ストール旗手物語』で、冒頭の「我が祖国 母なる大地よ（Vårt land, vårt land, vårt fosterland）」はフィンランドの国歌である「我等の地」の歌い出しに用いられていると同時に、スウェーデン語で「我等の地」を作詞したことで名高い。なお、ルーネベリがスウェーデン語で書いた「我等の地」をフィンランド語に訳した人物は同国出身の詩人、翻訳家のパーヴォ・カヤンデルであった。
また、1916年にノーベル文学賞を受賞したスウェーデンの詩人ヴェルネル・フォン・ヘイデンスタムはルーネベリを「スウェーデン語詩芸術のダ・ヴィンチ」と賞賛した。

## 生涯
1804年2月5日、スウェーデン王国（現:フィンランド）のヤコブスタードにて、貧しい船長であった父ウルリク（Lorens Ulrik Runeberg）と母アンナ（Anna Maria Malm）の元に生まれた。
初期はヴァーサとオウルで学び、1823年はトゥルク王立アカデミー（現:ヘルシンキ大学）に入学し、古典語を学んだ。なお、トゥルク王立アカデミーの同期には同国出身の哲学者、政治家のユーハン・ヴィルヘルム・スネルマンや作家のエリアス・リョンロートらがおり、また幼くして首都ヘルシンキへ出てきた歴史家のザクリス・トペリウスらと親しくなった。
1827年に学位を修得し、その後はルオヴェシやサーリヤルヴィで家庭教師として働いた。
1830年、処女作である詩集『詩（Runot）』を著す。
1831年には同国出身で作家のフレドリカ・ルーネベリと結婚し、のちに8人の子供を子宝に恵まれた。
1937年にはポルヴォーやヘルシンキ大学でラテン語や修辞学の助教授を務め、ポルヴォーにあるギムナジウムにて教師としても務めた。
1848年から1860年にかけて、ルーネベリの代表作で、ロシア・スウェーデン戦争（フィンランド戦争）を描いた愛国詩『ストール旗手物語』を著す。『ストール旗手物語』の冒頭である「我が祖国 母なる大地よ（Vårt land, vårt land, vårt fosterland）」は、後にカヤンデルによりフィンランド語に訳され、フィンランドの国歌となった。
1877年5月6日、ポルヴォーで没した。
1948年に、フィンランドでルーネベリの記念切手が作られた。
2004年、ルーネベリの生誕200年を記念して記念硬貨が製造された（en:Euro gold and silver commemorative coins (Finland)）。

## 作品
ルーネベリの作品は、当時フィンランド語が文学語で無かったため、スウェーデン語で書かれている。
- 1830年、『詩（Runot）』 - 処女作。
- 1832年、『大鹿の狩人（Hirvenhiihtäjät）』
- 1833年、『Toinen vihko』
- 1836年、『Hanna』
- 1841年、『クリスマスの夜（Nadeschda ja Jouluilta）』
- 1843年、『Kolmas vihko』
- 1844年、『フィヤーラル王（Kuningas Fjalar）』
- 1848年、『ストール旗手物語（Vänrikki Stoolin tarinat）』 - 第一部。
- 1860年、『ストール旗手物語（Vänrikki Stoolin tarinat）』 - 第二部。
- 1863年、『Salamiin kuninkaat』

## 子供
- Anna Carolina（第一子、1832年 - 1833年）
- fi:Ludvig Mikael Runeberg（第二子、1835年1月19日 - 1902年3月29日）
- fi:Lorenzo Runeberg（第三子、1836年 - 1919年）
- fi:Walter Runeberg（第四子、1838年12月29日 - 1920年12月23日） - 彫刻家。
- fi:Johan Wilhelm Runeberg（第五子、1843年2月8日 - 1918年1月3日）
- Jakob Robert（第六子、1846年 - 1919年）
- Edvard Moritz （第七子、1848年 - 1851年）
- fi:Fredrik Runeberg（第八子、1850年 - 1884年）

## その他
お菓子のルーネベリタルトは、ルーネベリの名に由来する。甘いものが好きなルーネベリの為に妻のフレドリカが作ったのが最初と言われている。フィンランドでは1月からルーネベリの誕生日である2月5日までカフェなどのメニューに載るが、ポルヴォーでは一年中提供しているところもある。